# Potentilla approximata
Potentilla approximata är en rosväxtart som beskrevs av Aleksandr Andrejevitj Bunge. Potentilla approximata ingår i Fingerörtssläktet som ingår i familjen rosväxter. Inga underarter finns listade i Catalogue of Life.